# می ماژور
می ماژور (انگلیسی: E major) با مخفف (E) تنالیته‌ای است بر پایه نت می و فواصل آن بر اساس گام ماژور است.

## تعریف
گام می ماژور شامل نت‌های : می، فا دیز، سل دیز، لا، سی، دو دیز و ر دیز است. این گام دارای چهار علامت دیز در سرکلید است.
گام می ماژور:
مینور نسبی آن دو دیز مینور و گام موازی آن می مینور است.

## آثار در می ماژور
- سمفونی شماره ۷ (بروکنر)